# Prospero Nale Arellano
Prospero Nale Arellano (* 17. Januar 1937 in Bombon; † 1. Februar 2014 ebenda) war Bischof-Prälat von Libmanan.

## Leben
Prospero Arellano studierte Philosophie und Theologie am Holy Rosary Major Seminary in Naga und empfing am 30. März 1963 die Priesterweihe. Er absolvierte ein Aufbaustudium in Guidance and Counselling am Colegio de Sta Isabel in Naga (1963), in Social Action and Cooperative Management in Hongkong (1964), in höherer Mathematik an der Aquinas University (1974), Pastoral Management in Tagaytay City (1978) sowie Studien am Institute of Spirituality am französischen Institut Notre Dame de Vie (1981–1982). Er lehrte am Seminar (1968–1974; 1982–1988) und war Rektor des Holy Rosary Minor Seminary (1974–1980) sowie Pfarrer von  Pili (1985–1989) und Iriga City (1980–1981). 
Papst Johannes Paul II. ernannte ihn am 9. Dezember 1989 zum Prälaten der Territorialprälatur Libmanan. Der Apostolische Nuntius auf den Philippinen, Bruno Torpigliani, spendete ihm am 19. März 1990 die Bischofsweihe; Mitkonsekratoren waren Concordio Maria Sarte, Bischof von Legazpi, und Benjamin J. Almoneda, Weihbischof in Daet.
Seinem Rücktrittsgesuch aus gesundheitlichen Gründen wurde am 19. Mai 2008  durch Papst Benedikt XVI. stattgegeben.

## Auszeichnungen
- 1959: Excellence in Philosophy (Archbishop Santos Award)
- 1978: Päpstlicher Ehrenplälat (Monsignore)